# Кенгуру таммар
Кенгуру тамар, або тамар, або дама (Macropus eugenii) — вид ссавців роду кенгуру (Macropus), представник родини Кенгурових (Macropodidae). Перші згадки про цей вид від голландських мореплавців у 1628 році. Має три підвиди. Етимологія: від "L'ile Eugene" тепер Острів Святого Петра (острів на південному узбережжі Південної Австралії).

## Опис
Першим з вчених дав опис таммара А.Демаре у 1817 році. Це найменші з кенгуру. У тварин присутній статевий диморфізм — самці більше за самок. Довжина тулуба самців складає 59–68 см, самиць — 52–63 см, зріст у самців та самиць 45 см, довжина хвоста самців складає 38–45 см, самиць — 33–44 см, вага самців — 9,1 кг, вага самиць — ≈ 7 кг. Колір хутра — знизу світло-сірий, а до верху йде вже темно-сірий, з боків — рудий. Має великі вуха та маленьку голову. 2n=16.

## Спосіб життя
Це нічний мешканець. Полюбляє чагарники, коли немає питної води може вживати морську воду. Таммари стадні тварини, дуже полохливі. Харчуються рослинною їжею, іноді комахами.
Народжують у січні. Вагітність триває 25–28 днів. З'являється одне кенгуреня, яке живе у торбі самиці від 8 до 9 місяців.

## Розповсюдження
Таммар — дуже рідкісна тварини. Живе у деяких південних районах Східної та Західної Австралії, здебільшого перебуває у заповідниках.